# 中西疗养院
中西疗养院是歷史上位於中國上海的一個以中西医结合治疗為主的医院，位於當時的蒲石路。現今該醫院遺留的建築為上海市第一妇婴保健院西院所在建築（长乐路536号）。

## 歷史
1929年2月，中西疗养院由李石曾、褚民谊和法国医生贝熙业等人提議下成立。庚子赔款為建院經費来源之一。李石曾、孙科、蔡元培、吴稚晖、郑毓秀、钱新之、张静江、陆仲安和法国驻华公使等人出席開幕庆典。同年4月，中西疗养院西医部开办，同年7月中医部开办。中西疗养院所在建築由赉安洋行設計。
汪精卫、傅筱庵、文鴻恩、褚民谊、陈淑英、孙慕韩曾在該醫院看病，而杨杰夫人赵硕君、田桐、李征五、蒋梓舒、阮玲玉、冯衍則在該醫院去世。
截至1949年9月4日，中西疗养院仍被新民晚報報道為市民提供服務。此後1950年11月上海市第一妇婴保健院搬至中西疗养院舊址，之後中西疗养院不見記載。